# 小田村 (香川県)
小田村（おだむら）は、香川県大川郡にあった村。現在のさぬき市小田に相当する。

## 歴史
- 1890年（明治23年）2月15日 - 町村制施行に伴い、寒川郡小田村が成立。
- 1899年（明治32年）4月1日 - 大川郡の所属となる。
- 1955年（昭和30年）1月1日 - 大川郡志度町・鴨庄村と新設合併し、改めて志度町が発足。同日小田村廃止。

## 出身人物
- 橋本善吉（橋本善吉商店店主）